# Bernard Vukas
Bernard Vukas (ur. 1 maja 1927 w Zagrzebiu, zm. 4 kwietnia 1983 tamże) – jugosłowiański piłkarz występujący na pozycji lewego pomocnika.

## Kariera sportowa
Vukas rozpoczął karierę w młodzieżowym zespole Concordii Zagrzeb. Po II wojnie światowej spędził jakiś czas w NK Zagreb, zanim przeszedł do Hajduka Split w 1947 roku. Przebywał w Hajduku przez 10 lat rozgrywając ponad 200 spotkań i strzelając 89 bramek. W Splicie Vukas trzykrotnie świętował zdobycie mistrzostwa Jugosławii w latach 1950, 1952 i 1955. W sezonie 1954/1955 był królem strzelców ligi z 20 bramkami na koncie (ex aequo z Predragiem Markoviciem i Kostą Tomaševiciem). W sezonie 1950 pomógł Hajdukowi wygrać ligę bez żadnej porażki, co do dziś nie zostało powtórzone.
W 1957 roku odszedł do Bolonii, gdzie przez dwa lata rozegrał 45 spotkań i strzelił 2 bramki, jednak jego gra była wtedy w cieniu poważnej choroby. W 1959 roku wrócił na cztery lata do Hajduka. Ostatnie lata kariery spędził w Austrii grając dla Grazer AK, Kapfenberger SV i FC Kärnten. Łącznie ze spotkaniami towarzyskimi Bernard Vukas zagrał dla Hajduka Split 615 meczów, w których strzelił 300 bramek.
23 października 1953 Vukas wraz z Branko Zebecem, Vladimirem Bearą i Zlatko Čajkovskim zagrał w składzie „Reszty Świata” przeciwko reprezentacji Anglii. Mecz odbył się na Wembley z okazji 90-lecia The Football Association i zakończył się rezultatem 4-4, a Vukas asystował przy dwóch bramkach. Trzy lata później 13 sierpnia 1955 Vukas został zaproszony do drużyny UEFA w meczu towarzyskim w Belfaście przeciwko Anglikom. Drużyna „Reszty Europy” wygrała 4-1, zaś Vukas popisał się hat-trickiem.
Z reprezentacją 'Plavich' uczestniczył na dwóch mundialach oraz zdobył dwa srebra olimpijskie.
W 2000 roku został ogłoszony przez HNS najlepszym chorwackim piłkarzem wszech czasów, natomiast w ankiecie gazety Večernji list wybrano go najlepszym chorwackim sportowcem XX wieku.